# Marcin Kamiński (informatyk)
Marcin Jakub Kamiński – polski informatyk, doktor habilitowany nauk matematycznych. Specjalizuje się w algorytmice oraz teorii grafów. 
Studia informatyczne ukończył na Politechnice Gdańskiej w 2001 roku. Stopień doktorski uzyskał na amerykańskim Uniwersytecie Rutgersa w 2007 na podstawie pracy pt. New algorithmic and hardness results on graph partitioning problems, przygotowanej pod kierunkiem Vadima Lozina. Habilitował się w 2013 na Wydziale Matematyki, Informatyki i Mechaniki UW na podstawie pracy pt. Grafy w grafach. Algorytmiczne aspekty relacji zawierania się w grafach. Pracował jako adiunkt Instytutu Informatyki Wydziału Matematyki, Informatyki i Mechaniki Uniwersytetu Warszawskiego.
Swoje prace publikował w takich czasopismach jak m.in. „Theoretical Computer Science”, „Discrete Applied Mathematics”, „Journal of Graph Theory”, „Algorithmica”, „CoRR” oraz „Applied Mathematics and Computer Science”.